# Benoîte Groultová
Benoîte Groultová (nepřechýleně Benoîte Groult; 31. ledna 1920, Paříž – 20. června 2016, Hyères) byla francouzská novinářka, spisovatelka a také feministka.

## Život a dílo

### Publikační činnost (výběr)

#### České překlady z francouzštiny
- Společně s Josyane Savigneau. Odvážná zpověď (orig. 'Histoire d’une évasion'). 1. vyd. Praha: Knižní klub, 1998. 252 S. Překlad: Hana Müllerová
- Utajená tvář lásky (orig. 'Les trois quarts du temps'). 1. vyd. V Praze: Knižní klub, 1996. 383 S. Překlad: Jarmila Fialová a Marie Janů
- Budiž žena! (orig. 'Ainsi soit-elle'). 1. vyd. V Praze: Knižní klub, 1996. 158 S. Překlad: Richard Podaný
- Na jedné lodi (orig. 'Part des choses'). 1. vyd. V Praze: Knižní klub, 1995. 223 S. Překlad: Richard Podaný
- Koráby lásky (orig. 'Vaisseaux du coeur'). 1. vyd. Praha: Knižní klub, 1993. 186 S. Překlad: Josef Orel a Marie Orlová